# Sjónvarp Føroya
Sjónvarp Føroya [ˈʃœnvaɻp ˈfœɹja] (SvF) bedeutet Fernsehen der Färöer. SvF ist seit 1984 der erste und einzige färöische TV-Sender.
SvF ist Bestandteil der öffentlich-rechtlichen Rundfunkanstalt Kringvarp Føroya und versorgt die 48.000 Inselbewohner flächendeckend mit Fernsehsendungen in färöischer Sprache. Durch das Internet sind die Nachrichten von SvF überall auf der Welt als Video-Downloads abrufbar.

## Geschichte
Die Pläne für ein eigenes färöisches Fernsehen gehen zurück in die 1960er Jahre. 1969 beschloss das Løgting einen Landesfonds zum Aufbau des öffentlich-rechtlichen Fernsehsenders, aber erst 1978 kam das entsprechende Gesetz zur konkreten Gründung, die 1981 unter dem Namen Sjónvarp Føroya erfolgte. 1983 wurde ein altes Möbelhaus in Tórshavn zu einem Fernsehstudio umgebaut und am 1. April 1984 die erste Testsendung ausgestrahlt. Am 1. September des Jahres schließlich nahm SvF seinen regulären Betrieb auf.
Im Frühjahr 1985 folgte die Professionalisierung, als die Landesregierung der Färöer die färöischen TV-Pioniere (alles freie Mitarbeiter) fest einstellte. Ab 1990 wurden weitere Gebäude gekauft, um den Sender immer weiter auszubauen.

## Gesetzliche Grundlagen
Das Rundfunkgesetz der Färöer verpflichtet den Staat, sicherzustellen, dass jeder Bürger Fernsehen empfangen kann. Im ganzen Land befinden sich Sendemasten und Verstärkerstationen, um auch die entlegensten färöischen Dörfer und Inseln zu versorgen.
Der Intendant des SvF wird vom Kulturminister der Färöer ernannt. Er stellt weitere Mitarbeiter ein. Heute hat SvF etwa 50 Mitarbeiter. Daneben gibt es einen neunköpfigen Fernsehrat, der ebenfalls vom Kulturminister ernannt wird. Je ein Vertreter aus folgenden Institutionen kann dem Fernsehrat angehören: Universität, Kirche, Jugendrat, Gewerkschaften, Arbeitnehmerverband, Journalistenverband, Musikschule, Schriftstellerverband, Färöischer Sportbund, Rentnerverband und Betriebsrat des SvF.
Das färöische Fernsehen ist zu objektiver Berichterstattung, Gewährleistung der Meinungsfreiheit, Vermittlung der färöischen Kultur und Pflege der färöischen Sprache verpflichtet.

## Sendungen auf Färöisch
Im Startjahr 1984 wurde insgesamt 790 Stunden lang gesendet, davon 143 Stunden Eigenproduktionen in färöischer Sprache. Der Rest kam aus Dänemark (z. B. amerikanische Spielfilme mit dänischen Untertiteln und Eigenproduktionen von Danmarks Radio). Von den färöischen Sendungen waren 1984:
- 58 Stunden Nachrichten und Kultur
- 36 Stunden Gottesdienste und Andachten
- 25 Stunden Kinder- und Jugendsendungen
- 24 Stunden Sport und sonstiges

Der Rechenschaftsbericht für 2003 über den Anteil färöischer Sendungen sagt Folgendes aus: Von den insgesamt ausgestrahlten 2.799 Stunden waren 741 Stunden (27 %) in färöischer Sprache. Davon waren 448 Stunden (16,3 %) neue Eigenproduktionen:
- 148 Stunden Nachrichten und Diskussionsrunden, darunter Dagur og vika, die wichtigste Nachrichtensendung
- 81 Stunden verschiedene Dokumentationen, Informations- und Kultursendungen
- 65 Stunden kirchliche Sendungen
- 55 Stunden färöischer Sport
- 38 Stunden Kinderprogramm
- 29 Stunden Spielshow "Gekkur"
- 24 Stunden Unterhaltung
- 9 Stunden Kochsendungen "Soleiðis"

Die anderen Sendungen auf Färöisch waren teilweise Wiederholungen oder ausländische Sendungen mit färöischen Untertiteln. Einige Programme wurden sogar synchronisiert, wie zum Beispiel ausländische Sendungen für Kleinkinder, die auf Dänisch nicht verständlich wären.
Diese 27 % Anteil färöischsprachiger Fernsehsendungen blieben unter dem gesetzlichen Ziel von mindestens einem Drittel färöischer Sendungen. Hierfür werden finanzielle Gründe verantwortlich gemacht.